# 키에시나우차네세
키에시나우차네세(이탈리아어: Chiesina Uzzanese)는 이탈리아 토스카나주 피스토이아도에 있는 코무네다. 피렌체에서 서쪽으로 45km, 피스토이아에서 남서쪽 20km 거리에 있다.